# ANOTHER PAGE
『ANOTHER PAGE -JUST INSTRUMENTAL-』（アナザー・ページ）は1986年7月2日にリリースされた、稲垣潤一初の器楽曲アルバム。規格品番：（LP）28FB-2049。

## 解説
井上鑑プロデュースによる、稲垣楽曲の初のInstrumentalアルバム。1枚目～5枚目のアルバムより選曲。1曲目「サンクチュアリ」は、新曲であり稲垣による作曲となっている。LPレコードはブルー・ヴァイナル。

## 収録曲
全編曲：井上鑑
1. サンクチュアリ（新曲）（作曲：稲垣潤一）
2. バチェラー・ガール
3. 夏の行方
4. JAJAUMA
5. 楽園伝説
6. 月曜日にはバラを
7. ロング・バージョン～ドラマティック・レイン
8. 悲しきダイヤモンド・リング
9. 夏のクラクション
10. LONG AFTER MID-NIGHT